# Le mariage de Figaro (Beaumarchais)
La folle journée ou Le mariage de Figaro (Der tolle Tag oder Figaros Hochzeit) ist eine Komödie in fünf Akten von Pierre-Augustin Caron de Beaumarchais (1732–1799). Sie bildet den zweiten Teil seiner Figaro-Trilogie und diente als Vorlage zur Oper Le nozze di Figaro von Mozart und Da Ponte. Das Stück entstand vor der Französischen Revolution, als die Gesellschaftsordnung des Ancien Régime am Wanken war. Es illustriert den Konflikt zwischen dem Adel, der sich kraft seiner ererbten Privilegien über die bürgerliche Moral hinwegsetzte, und seinen unter dem Einfluss der Aufklärung selbstbewusster gewordenen Untergebenen. Der dem Dritten Stand (Bürgertum) entstammende Autor versetzte damit dem Zweiten Stand einen ähnlichen Schlag wie ein Jahrhundert zuvor Molière mit seinem Tartuffe dem Ersten Stand (Klerus). Le mariage de Figaro war laut Anton Bettelheim „ein Zeichen des sinkenden Ansehens des Königtums, eine (…) unerhörte Verhöhnung des Adels, der Zensur, des Stellenkaufes, einer unzuverlässigen, überlebten Justiz, eine Anklage aller despotischen Einschränkungen der persönlichen und Gedankenfreiheit“.
In seiner seit 1780 in der verpachteten Festung Kehl aufgebauten Druckerei druckte Beaumarchais 1785 für Paris und für Deutschland die beiden Ausgaben der Le mariage de Figaro.

## Übertölpelter König
Beaumarchais hatte Figaros Familiengeschichte schon im Vorwort zum Barbier de Séville skizziert. Die Anregung dazu, sie zu dramatisieren, erhielt er nach seinen eigenen Angaben vom 1776 verstorbenen Prinzen Conti. Er nahm die Arbeit daran aber erst Ende der 1770er Jahre wieder auf. 1781 wurde das Werk von der Comédie-Française angenommen und passierte auch die Zensur. Doch die Publizität, die ihm Beaumarchais verlieh, machte Ludwig XVI. misstrauisch. Nachdem er sich und der Königin Le mariage de Figaro durch Madame Campan hatte vorlesen lassen, rief er laut dieser Zeugin: „Das ist abscheulich, das wird niemals gespielt werden; man müsste die Bastille schleifen, damit die Aufführung dieses Stücks nicht eine gefährliche Inkonsequenz wäre.“
Eine auf den 13. Juni 1783 angekündigte Aufführung am Théâtre aux Menus-Plaisirs vermochte Ludwig zu verhindern, nicht aber eine geschlossene Vorstellung zu Ehren eines seiner Brüder, des künftigen Karls X., die vom Grafen von Vaudreuil am 27. September des erwähnten Jahres auf Schloss Gennevilliers veranstaltet wurde. Schließlich gelang es Beaumarchais, den Minister des königlichen Hauses, Breteuil, auf seine Seite zu ziehen, worauf dieser den König zur Aufhebung des Aufführungsverbots veranlasste.
Wie beliebt die Figur des Figaro selbst bei Mitgliedern der königlichen Familie war, zeigt, dass der erwähnte Karl X. am 19. August 1785 persönlich die Titelfigur des Barbier de Séville spielte, während Marie-Antoinette die Rolle der Rosine übernahm.

## Handlung

### 1. Akt (Schlafzimmer des Brautpaars)

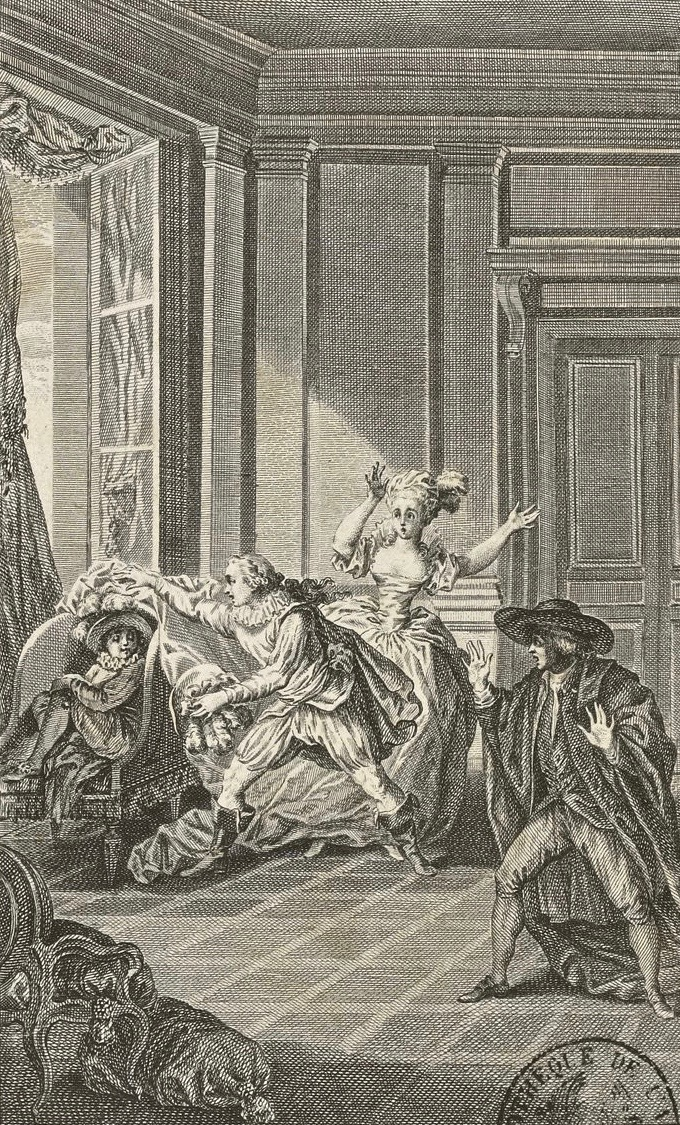
Malapeau nach Saint-Quentin: 1. Akt, Szene 9 (1785).

Szenen 1–6: Figaro bereitet das Aufstellen des Ehebetts vor. Suzanne aber, die ihren Jungfernkranz anprobiert, will nicht hier zwischen den Appartements der Gräfin und des Grafen wohnen, weil Letzterer ihr nachstellt. Er hat ihr sogar angeboten, das „Recht der ersten Nacht“ zurückzukaufen, welches er bei seiner Heirat abgeschafft hat. Figaro wird klar, warum der Graf sie beide auf seinen Botschafterposten in London mitnehmen will: Suzanne soll seine Mätresse werden, er als störender Ehemann möglichst oft mit Kurierpost nach Spanien reisen. – Marceline, der Figaro einst die Ehe versprochen hat, falls er ihr 2000 Piaster schuldig bleiben sollte, spannt Bartholo ein, um die geplante Heirat zu verhindern. Sie ruft ihrem früheren Arbeitgeber in Erinnerung, dass er sie einst mit einem unehelichen Kind namens Emmanuel sitzen ließ.
Szenen 7–9: Chérubin berichtet Suzanne, dass er vom Grafen in Fanchettes Zimmer überrascht wurde und nun fürchtet, weggejagt zu werden. Seine große Liebe aber ist die Gräfin, für die er eine Romanze verfasst hat und deren Haarband er Suzanne entreißt. Als der Graf eintritt, versteckt sich Chérubin hinter einem Fauteuil. Almaviva verspricht Suzanne eine Mitgift, wenn sie sich am Abend im Park von ihm entjungfern lässt. Von Bazile überrascht, sucht auch der Graf hinter dem Fauteuil Zuflucht. Suzanne verhindert, dass er Chérubin sieht, indem sie diesen auf der Sitzfläche des Möbels mit einem Kleid bedeckt. – Bazile erzählt, jedermann wisse, dass Chérubin die Gräfin liebe. Als der Graf dies hört, tritt er hervor und befiehlt, den Pagen zu den Eltern zurückzusenden. Schließlich entdeckt er Chérubin, der unfreiwillig Zeuge seines unsittlichen Verhaltens wurde.
Szenen 10 f.: Figaro bittet darum, zusammen mit seiner Hochzeit die Aufhebung des „Rechts der ersten Nacht“ feiern zu dürfen. Der Graf möge Suzanne eigenhändig die Jungfernkrone aufsetzen. Almaviva verspricht dies, besteht aber darauf, dass man mit der Zeremonie bis zum Eintreffen Marcelines warte. Statt Chérubin wegzujagen, macht er ihn zum Inhaber einer Kompanie seines Regiments – unter der Bedingung, dass er sofort nach Katalonien abreist. Figaro aber stiftet den Pagen dazu an, am Abend noch einmal zurückzukommen.

### 2. Akt (Schlafzimmer der Gräfin)

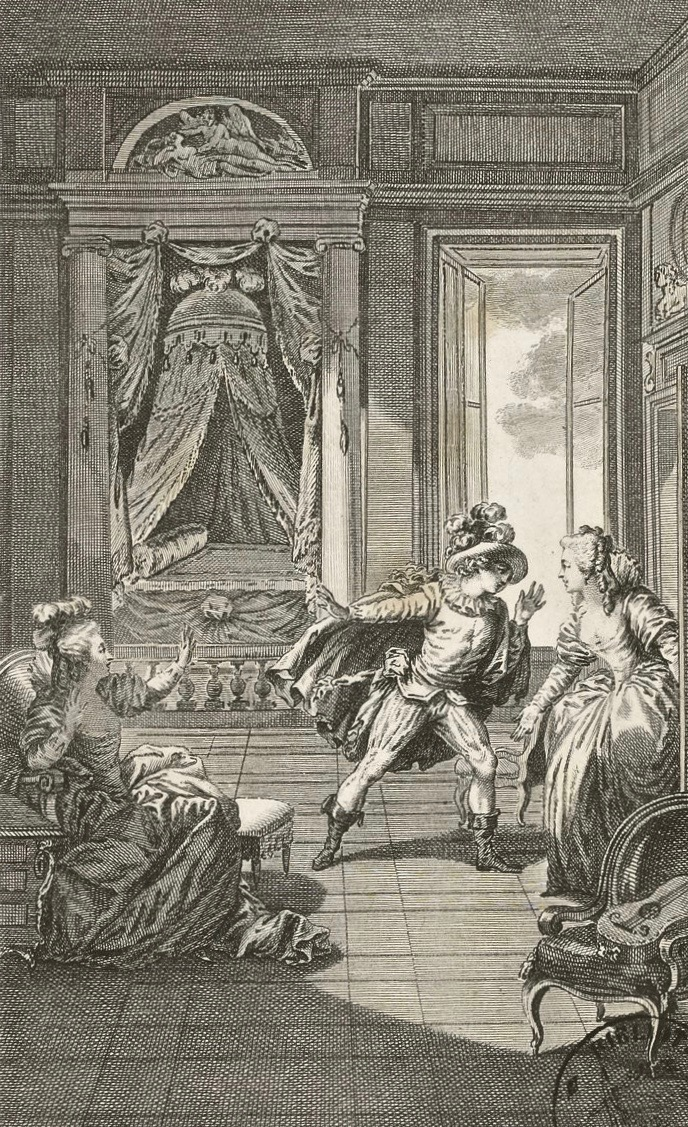
Malapeau nach Saint-Quentin: 2. Akt, Szene 17 (1785).

Szenen 1–3: Suzanne hinterbringt der Gräfin, dass der Graf ihre Gunst erkaufen will und sie auch mit der Drohung erpresst, Marcelines Einspruch gegen Figaros Heirat zu unterstützen. Die Gräfin sucht die Schuld an der Untreue des Gatten bei sich selbst: Sie langweile ihn mit ihrer Liebe. – Um den Grafen eifersüchtig zu machen, will ihm Figaro weismachen, die Gräfin treffe sich mit einem Liebhaber. Und um Almaviva der Untreue zu überführen, soll ihm Suzanne das verlangte Schäferstündchen gewähren, aber dazu nicht selbst erscheinen, sondern sich durch den verkleideten Chérubin vertreten lassen. Die Frauen sind damit einverstanden und übernehmen es, den Pagen herzurichten.
Szenen 4–20: Nachdem der Graf zur Jagd aufgebrochen ist, trägt Chérubin der Gräfin die erwähnte Romanze vor. Als Grund für seine Rückkehr soll er angeben, das Offizierspatent sei noch nicht gesiegelt. Suzanne setzt ihm eine Haube der Gräfin auf und geht ihr Kleid holen. Die Gräfin nimmt ihm ihr Haarband ab, mit dem er sich nach einer Verletzung den Arm verbunden hat. Da klopft der Graf, durch einen anonymen Brief zurückgerufen, an die verschlossene Tür. Chérubin flüchtet in die Garderobe, stößt aber gegen einen Stuhl, worauf der Graf Zutritt zu dem Raum verlangt. Die Gräfin verweigert ihm diesen, weil sich dort Suzanne umziehe. Als der Graf eine Zange holen geht, um die Tür zu öffnen, schlüpft Chérubin aus der Garderobe und springt aus dem Fenster. Suzanne geht an seiner Stelle in die Garderobe. Nun händigt die Gräfin dem Gatten den Schlüssel aus. Zum Vorschein kommt Suzanne. Der Graf entschuldigt sich. Die Gräfin erzählt ihm, dass Figaro den anonymen Brief verfasst hat.
Szenen 21–26: Der angetrunkene Antonio bringt einen Topf mit zerschmetterten Levkojen. Ein Mann sei aus dem Zimmer der Gräfin gefallen. Es gelingt, dem Grafen weiszumachen, dass Figaro aus Angst vor den Folgen des anonymen Briefs hinuntergesprungen sei. – Marceline erhebt Einspruch gegen Figaros Hochzeit. Bazile seinerseits behauptet, Rechte auf Marcelines Hand zu besitzen. Der Graf befiehlt, das Gericht zusammenzurufen. – Die Gräfin will Chérubin keinem weiteren Risiko aussetzen und deshalb selber als Suzanne verkleidet (und maskiert) zum Rendezvous mit ihrem Gatten erscheinen. Auch Figaro soll davon nichts wissen. Die Gräfin steckt sich das mit Chérubins Blut befleckte Haarband ins Décolleté.

### 3. Akt (Gerichtssaal)

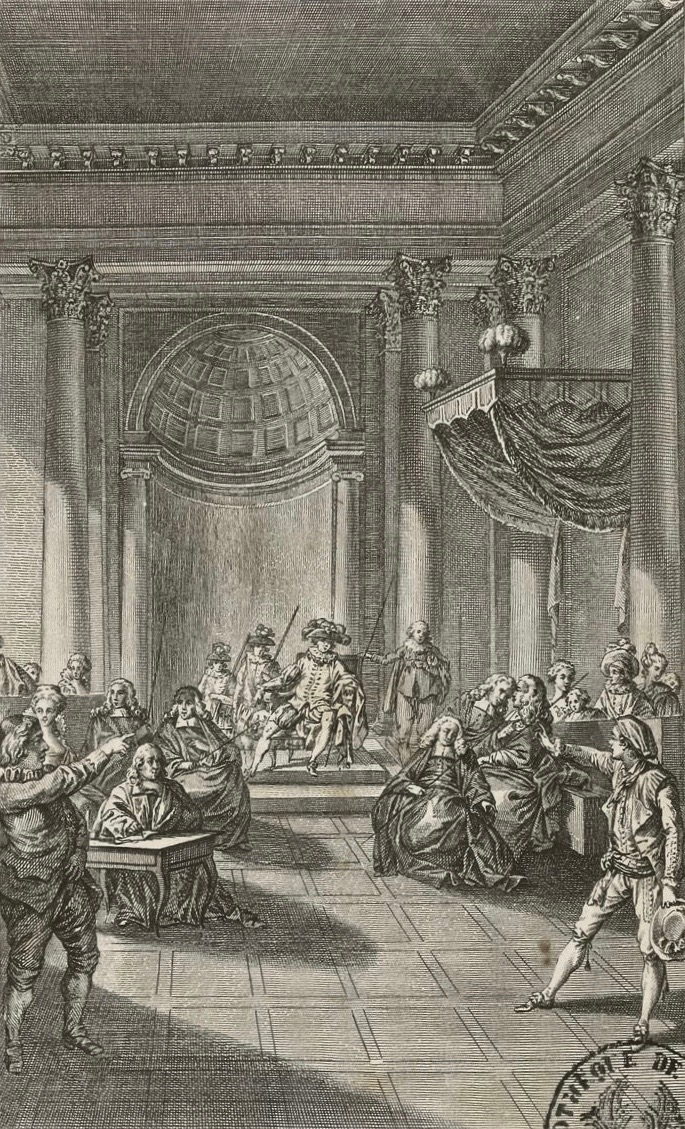
Malapeau nach Saint-Quentin: 3. Akt, Szene 15 (1785).

Szenen 1–11: Figaro lehnt es ab, nach London mitzukommen, weil ihn das Ränkespiel der Diplomaten anwidere. Suzanne hingegen sagt dem Grafen das verlangte Schäferstündchen zu, um die versprochene Mitgift zu erhalten und Figaros Schuld bei Marceline bezahlen zu können. Almaviva hofft weiterhin, jemand werde die geplante Heirat verhindern – wenn nicht Marceline, so Suzannes Onkel Antonio, der Figaro nicht leiden kann.
Szenen 12–16: Vor dem korrupten und lächerlichen Gericht wird Marceline von Bartholo vertreten. Richter Gusman versteht Figaros kaum verhüllte Andeutung nicht, dass er ihm Hörner aufgesetzt und ein Kuckucksei ins Nest gelegt habe. Schließlich erweist der Abdruck eines Spatels an Figaros Arm, dass er Emmanuel ist, der von Zigeunern entführte uneheliche Sohn von Bartholo und Marceline. Sein Eheversprechen ist damit Makulatur. Weil Bartholo darüber wenig erbaut ist und Marceline immer noch nicht heiraten will, hält Letztere eine Brandrede gegen das Patriarchat (die von den Comédiens-Français weggelassen wurde).
Szenen 17–20: Suzanne eilt mit 4000 Piastern herbei, die ihr die Gräfin als Mitgift geschenkt hat, und will Figaro loskaufen. Da sieht sie, dass er Marceline umarmt, und ohrfeigt ihn. Nachdem sie aber begriffen hat, welch überraschende Wendung die Dinge genommen haben, umarmen sich alle drei. Als Nächstes muss der Widerstand Antonios gegen Suzannes Heirat überwunden werden, den er damit begründet, dass Figaro keinen legitimen Vater habe. Die Frauen versuchen, Bartholo von den Vorteilen einer Ehe mit Marceline zu überzeugen.

### 4. Akt (Dekorierte Galerie)

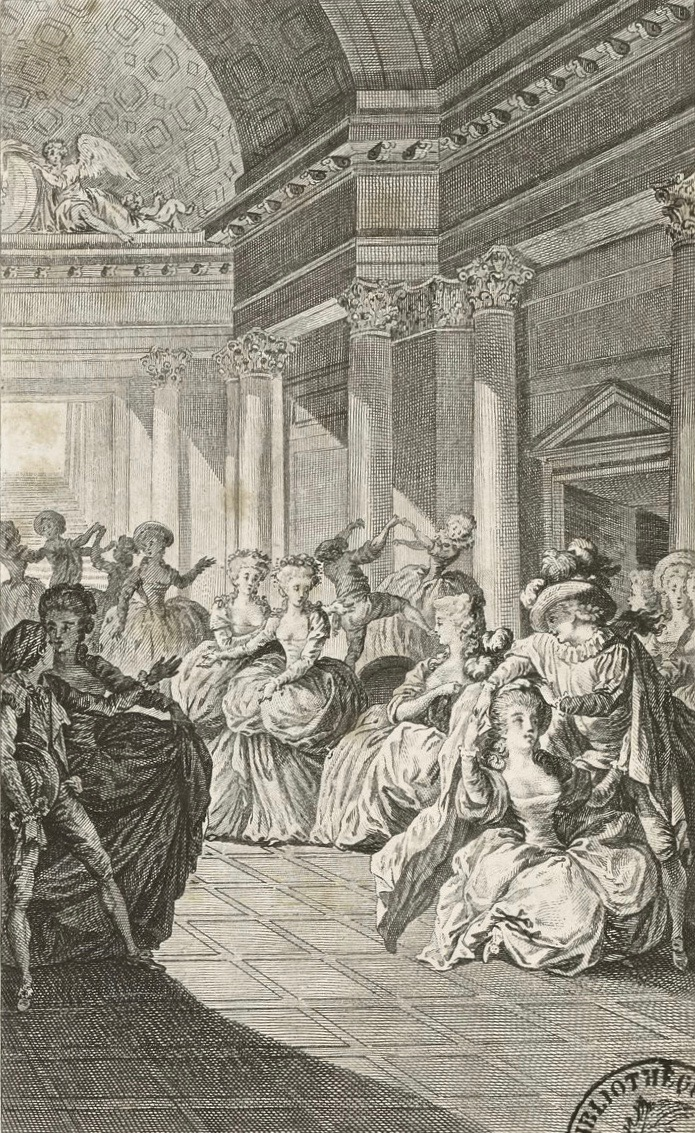
Malapeau nach Saint-Quentin: 4. Akt, Szene 9 (1785).

Szenen 1–8: Bartholo hat eingewilligt, Marceline zur Frau zu nehmen. Doch noch fehlt Figaro und Suzanne die Heiratserlaubnis des Grafen. Suzanne verspricht diesem auf Geheiß ihrer Herrin für den Abend ein Rendezvous unter den Kastanienbäumen. Den Brief verschließt sie mit einer Schmucknadel, die der Graf zur Bestätigung der Abmachung zurücksenden soll. Als die weibliche Jugend des Ortes der Gräfin Blumen bringt, küsst sie den als Mädchen verkleideten Chérubin auf die Stirn. Da zieht Antonio dem Pagen die Haube aus, wodurch dessen Soldatenfrisur zum Vorschein kommt. Die Gräfin gesteht dem Gatten, dass es Chérubin war, der sich in ihrer Garderobe einschloss und aus dem Fenster sprang. Fanchette erzählt, der Graf habe ihr versprochen, jeden ihrer Wünsche zu erfüllen, wenn sie ihn liebe. Ihr Wunsch aber sei, dass er sie mit Chérubin verheirate und ihn nicht bestrafe.
Szenen 9–11: Antonio führt Suzanne, Figaro Marceline dem künftigen Gatten zu. Während der Graf Suzanne die Jungfernkrone aufsetzt, steckt sie ihm die Einladung zum Schäferstündchen zu. Figaro bemerkt davon nur, dass der Graf die Schmucknadel fallen lässt und wieder aufhebt. – Als Marceline vom Grafen zur Braut gekrönt wird, stürmt Bazile herein und erhebt Anspruch auf ihre Hand. Sie habe ihm die Heirat versprochen, falls sie vier Jahre ledig bleibe. Laut Marceline gilt diese Abmachung aber nur, wenn er ihren allenfalls auftauchenden Sohn adoptiert. Als Bazile erfährt, dass er Figaro adoptieren müsste, verzichtet er auf seine Rechte.
Szenen 12–16: Der Graf lässt das Feuerwerk von den Kastanienbäumen auf die Schlossterrasse verlegen. Fanchette hat die Nadel verloren. Sie erzählt Figaro vom Auftrag des Grafen, Suzanne das Schmuckstück zurückzubringen – mit der Botschaft, es sei das „Siegel der Kastanienbäume“. Figaro glaubt sich betrogen. Marceline beschließt, Suzanne zu warnen.

### 5. Akt (Unter den Kastanien)

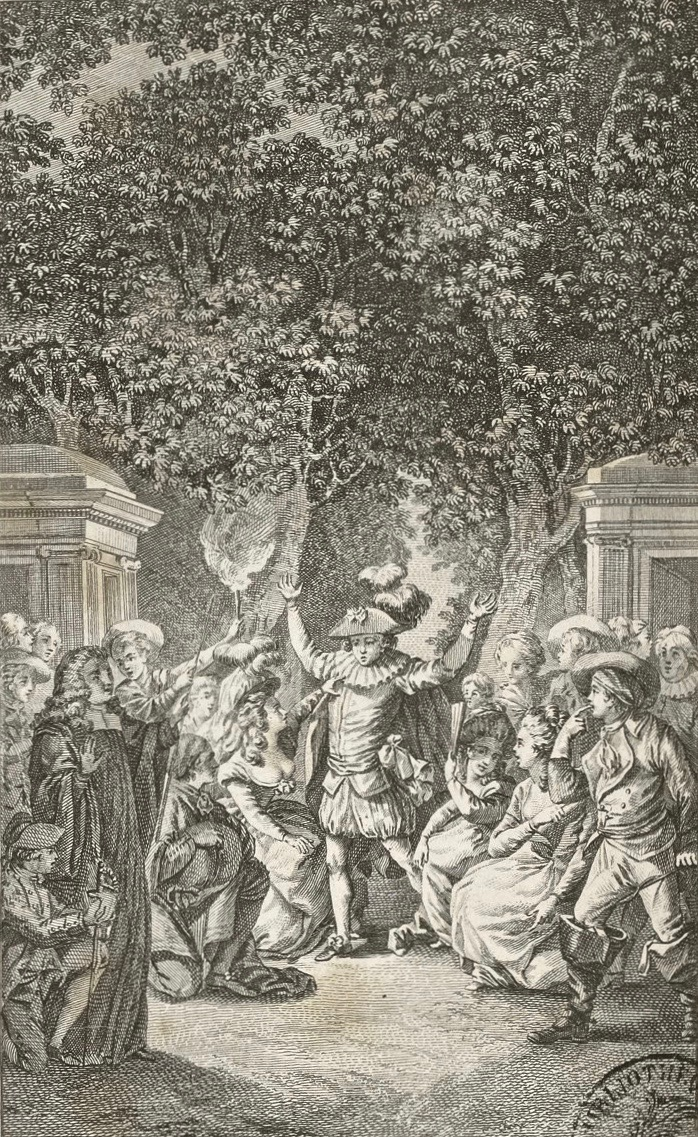
Nach Saint-Quentin: 5. Akt, Szene 19 (1785).

Szenen 1–3: Es ist dunkel geworden. Fanchette schlüpft in einen Pavillon, um dort auf Chérubin zu warten. Währenddessen legt sich Figaro auf die Lauer. In einem Selbstgespräch sagt er zum Grafen:

„Adel, Vermögen, Rang, Würden, all das macht so stolz! Und was haben Sie dafür geleistet? Sie haben sich die Mühe genommen, geboren zu werden, weiter nichts.“

Als Alter Ego des Autors lässt er sein abenteuerliches Leben Revue passieren. Dabei verspottet er das Ancien Régime, zum Beispiel die Zensur.
Szenen 4–11: Die Gräfin und Suzanne haben die Kleider getauscht. Als Chérubin in Offiziersuniform erscheint, erkennt er den Federhut von Suzanne. Er will diese küssen, küsst aber in der Dunkelheit den Grafen, worauf er in den Pavillon flieht. Der Graf will ihn ohrfeigen, trifft aber Figaro. Statt Suzanne küsst er seine verkleidete Gattin. Er gibt ihr das Geld, das er der Kammerzofe als Mitgift versprochen hat, und zusätzlich einen Brillanten. Als Fackeln sichtbar werden, führt er die vermeintliche Suzanne in einen dem andern gegenüberliegenden Pavillon. Figaro glaubt, seine Verlobte und den Grafen in flagranti erwischt zu haben, erlebt aber eine Überraschung: Die echte Suzanne versetzt ihm eine Reihe von Ohrfeigen, weil er an ihrer Treue gezweifelt hat. Die falsche Suzanne hingegen entwischt aus dem Pavillon. Als der Graf ihr nacheilt, sieht er Figaro vor einer Frau knien, die er für seine Gattin hält.
Szenen 12–19: Die Hochzeitsgesellschaft versammelt sich im Schein der Fackeln. Der Graf lässt die Person herausführen, die er im Pavillon vermutet. Er glaubt, es handle sich um seine Gattin, die ihn mit Figaro betrügt. Doch an deren Stelle kommen Chérubin, Fanchette, Marceline und Suzanne zum Vorschein. Aus dem andern Pavillon tritt die Gräfin. Sie verzeiht dem reuigen Gatten. Das erhaltene Geld gibt sie Figaro, den Brillanten Suzanne. Als die Jünglinge das Strumpfband der Braut verlangen, wirft sie ihnen das Haarband aus ihrem Busen zu, worauf es wieder in Chérubins Besitz gelangt.
Am Schluss singt jede der Hauptfiguren ein kurzes Vaudeville. Die Komödie schließt mit einem Ballett.

## Vorspiel zur Revolution
„Dieses Stück, wo ein frecher Diener die Frau schamlos dem Meister verweigert,“ war der größte Bühnenerfolg von Beaumarchais. Die Uraufführung dauerte viereinhalb Stunden. In den Hauptrollen glänzten François-René Molé (Graf), Blanche Alziari de Roquefort genannt Mademoiselle Saint-Val die Jüngere (Gräfin), Joseph-Jean-Baptiste Albouy genannt Dazincourt (Figaro) und Louise Contat (Suzanne). Ende 1784 hatte die Komödie mit 68 Vorstellungen schon 350 000 Livres eingespielt. Den Ertrag der 50. Vorstellung bestimmte Beaumarchais für stillende Mütter.

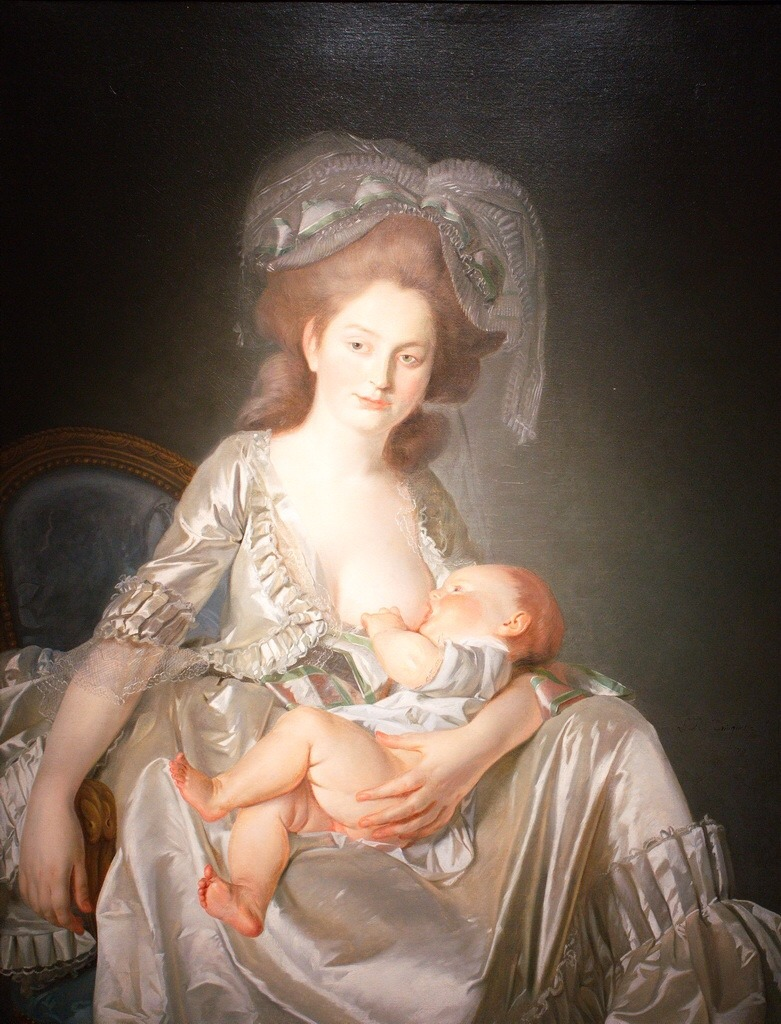
Der Ertrag der 50. Vorstellung war für stillende Mütter bestimmt (Louis-Roland Trinquesse).

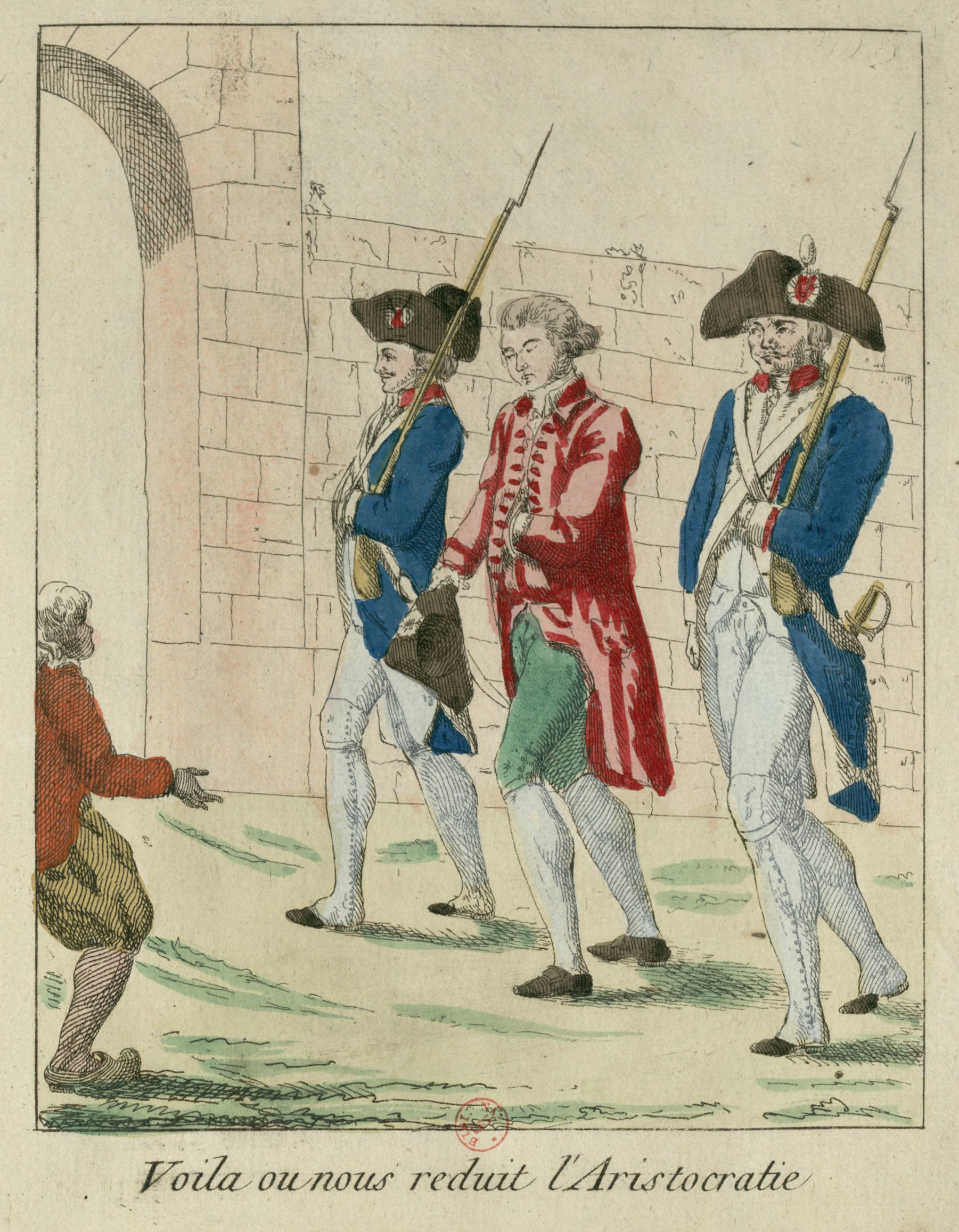
Beaumarchais auf dem Weg ins Gefängnis (1785).

Le mariage de Figaro erregte einen Skandal, der die Grundfesten der Gesellschaft erschütterte. Napoleon, den sie auf St. Helena amüsierte, sagte beim Schließen des Buchs: „Da war schon die Revolution am Werk …“ 1785 machte sich Beaumarchais über ein Mandat des Erzbischofs von Paris lustig, das den Gläubigen den Besuch des Stücks untersagte. Als er in einem Leserbrief schrieb, er habe Löwen und Tiger besiegen müssen, um es auf die Bühne zu bringen, ließ ihn Ludwig XVI. ins Gefängnis Saint-Lazare werfen. Es entspricht aber nicht den Tatsachen, dass ihm dort der Hintern versohlt wurde, wie ein zeitgenössischer Stich zeigt. Nach wenigen Tagen war er wieder frei. Die Episode ließ den König zugleich despotisch und schwach erscheinen. Beaumarchais konnte das Werk nun samt einer fulminanten Verteidigungsrede drucken lassen.
Le mariage de Figaro war ein Welterfolg. So wurde das Stück noch vor dem Druck im Privattheater des Fürsten de Ligne auf Schloss Belœil (Österreichische Niederlande) gespielt – von Adligen für Adlige.

## Vorlage für Mozart und DaPonte
Dank der von Joseph II. eingeführten Pressefreiheit erschien die erste deutsche Übersetzung aus der Feder von Johann Rautenstrauch noch vor dem französischen Original. Zwar verbot der Kaiser deren Aufführung durch Emanuel Schikaneder, doch erlaubte er, dass Mozart und der Librettist Da Ponte das Stück am 1. Mai 1786 in Form der italienischen Oper Le nozze di Figaro auf die Bühne brachten. Suzanne wurde zu Susanna, Marceline zu Marcellina, Fanchette zu Barbarina (bei Rautenstrauch Franzerl), Chérubin zu Cherubino (bei Rautenstrauch Liebetraut), Bazile zu Basilio, Don Gusman Brid’oie zu Don Curzio (bei Rautenstrauch Gelbschnabel).

## Weitere Bearbeitungen
1789 entstand Die beiden Figaro von Honoré Antoine Richaud-Martelly, eine inhaltlich harmlosere Fortsetzung als reine Verwechslungskomödie, die ebenfalls mehrfach als Oper adaptiert wurde, unter anderem 1840 durch Conradin Kreutzer.
Ödön von Horváth verfasste mit der 1937 uraufgeführten Komödie Figaro lässt sich scheiden eine alternative Fortsetzung, die Graf und Gräfin Almaviva, Figaro und Susanne nach der Revolution als Emigranten auf der Flucht zeigt.
1972 schuf Peter Turrini eine freie Nachdichtung unter dem Titel Der tollste Tag, in der auf das Happy End verzichtet wird und Figaro stattdessen am Ende den Grafen tötet.

## Galerie

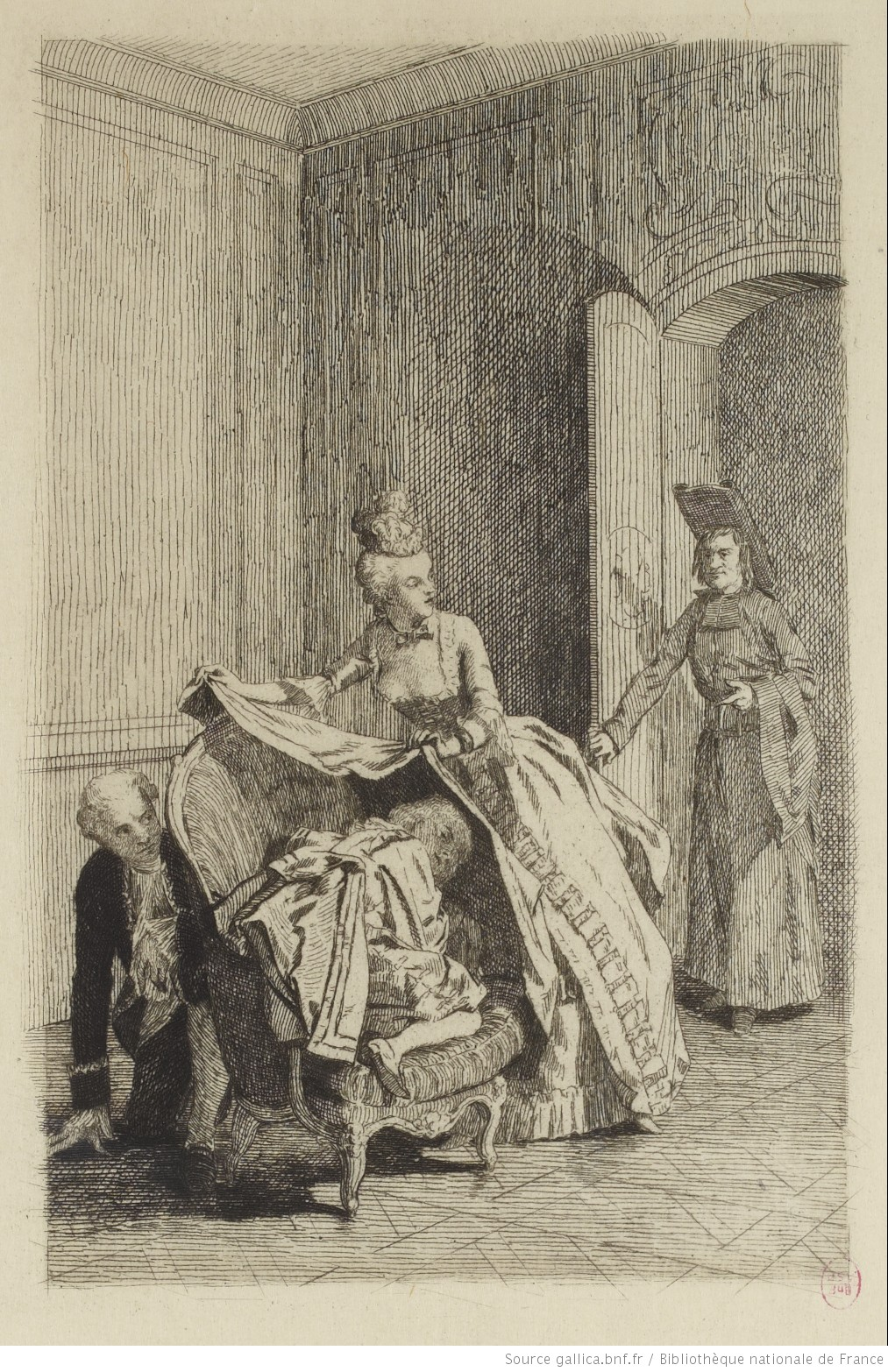
Eugène Baugnies: 1. Akt, Szene 8.[Anm 30]
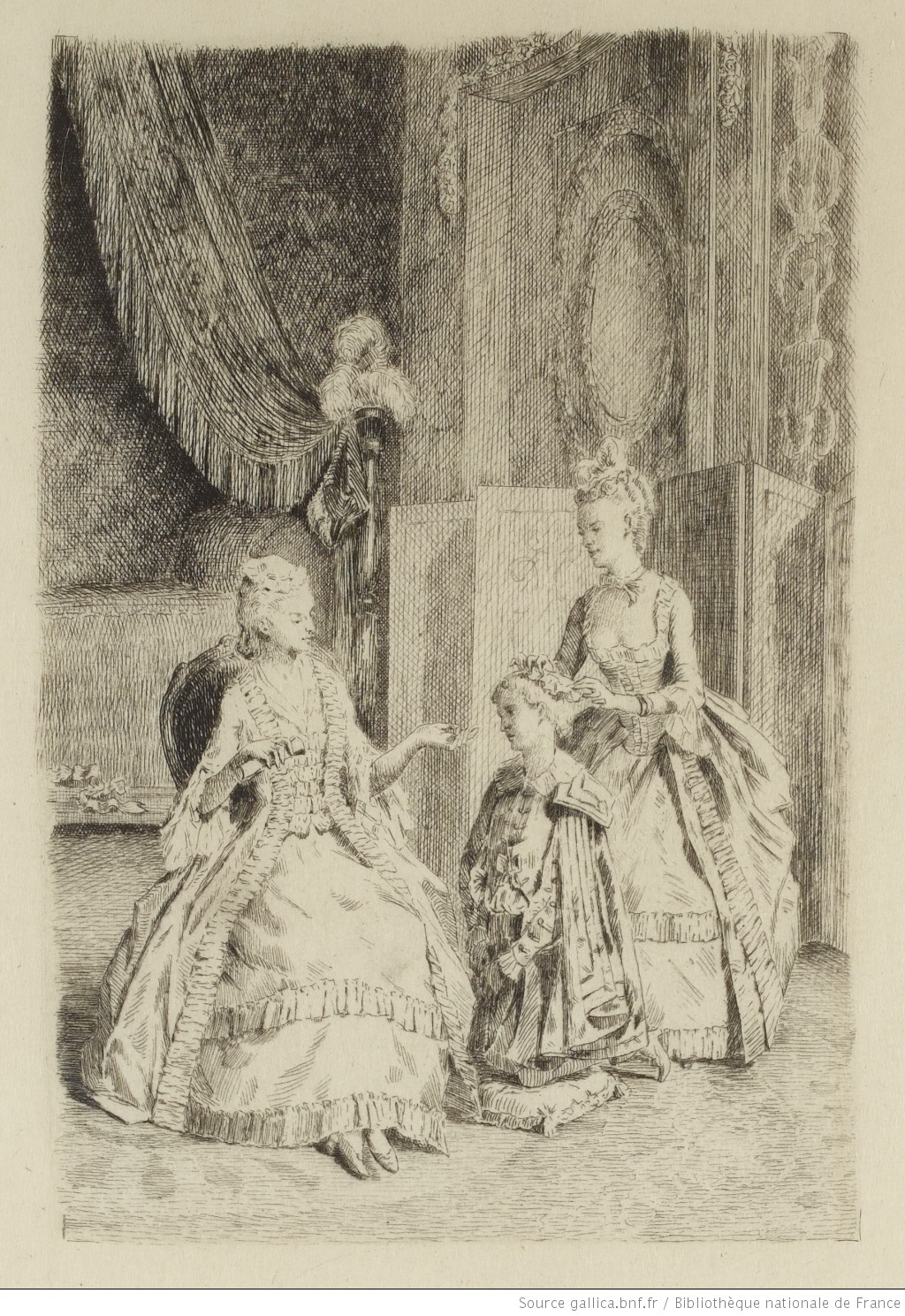
Eugène Baugnies: 2. Akt, Szene 6.[Anm 31]
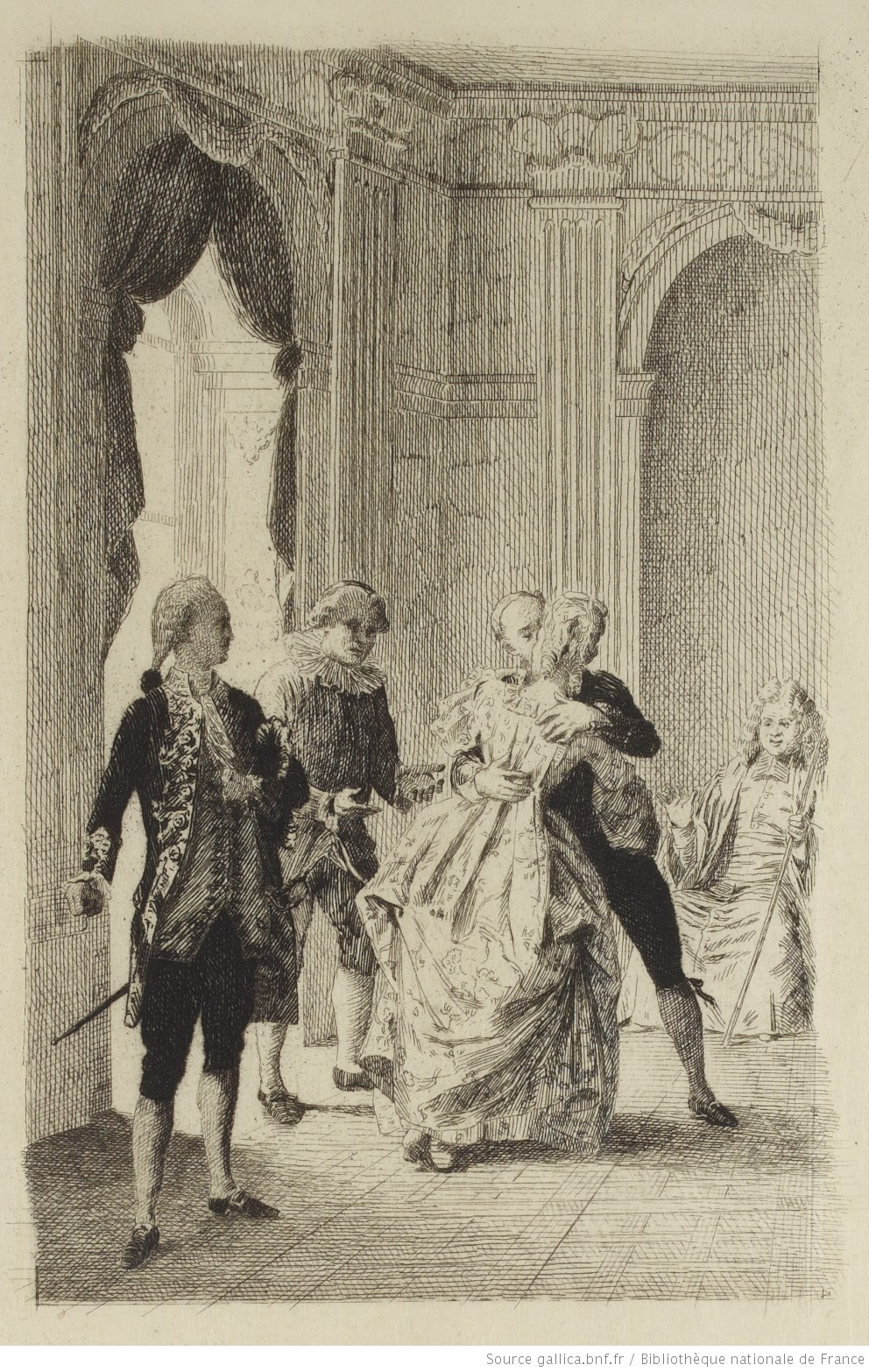
Eugène Baugnies: 3. Akt, Szene 16.[Anm 32]
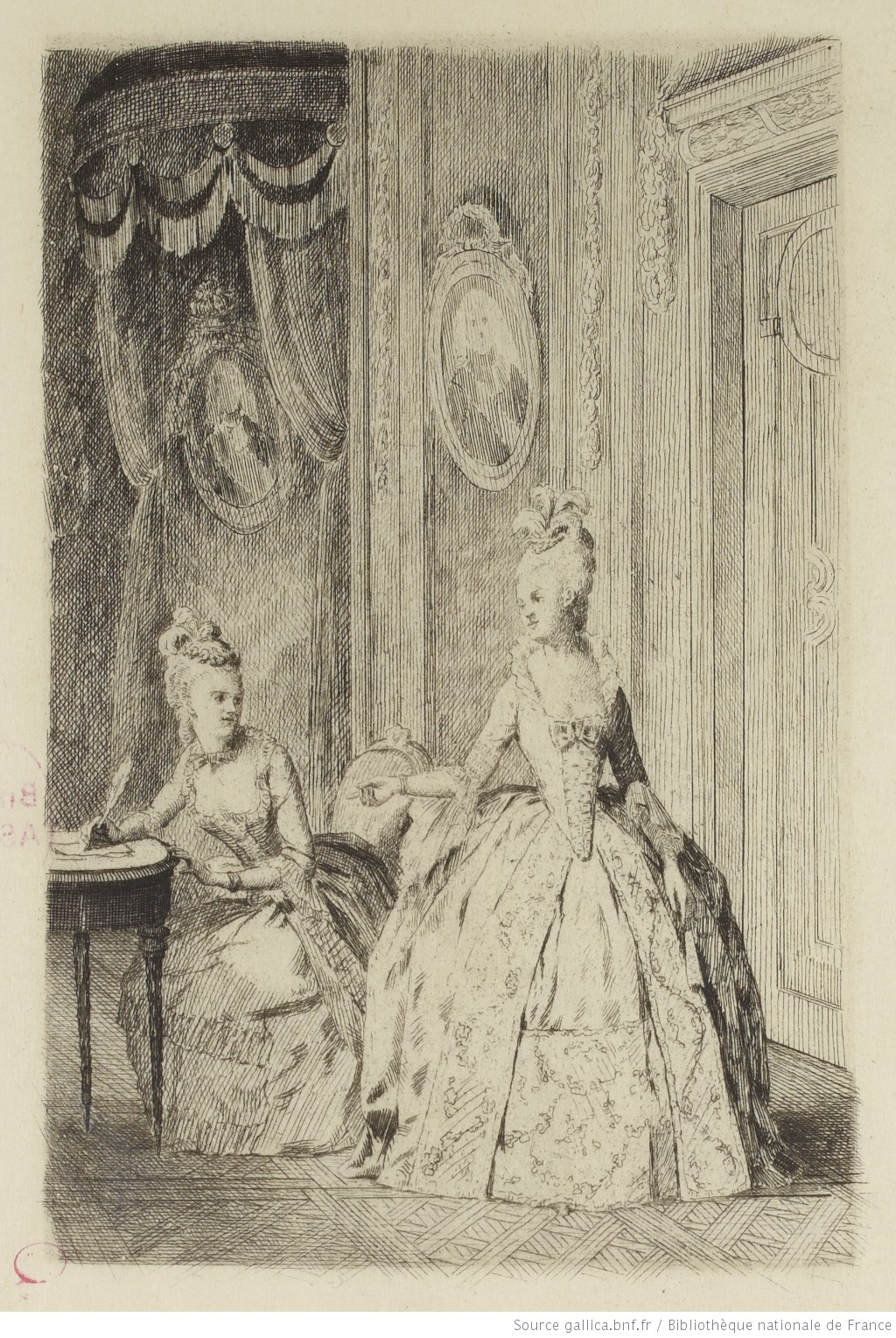
Eugène Baugnies: 4. Akt, Szene 7.[Anm 33]
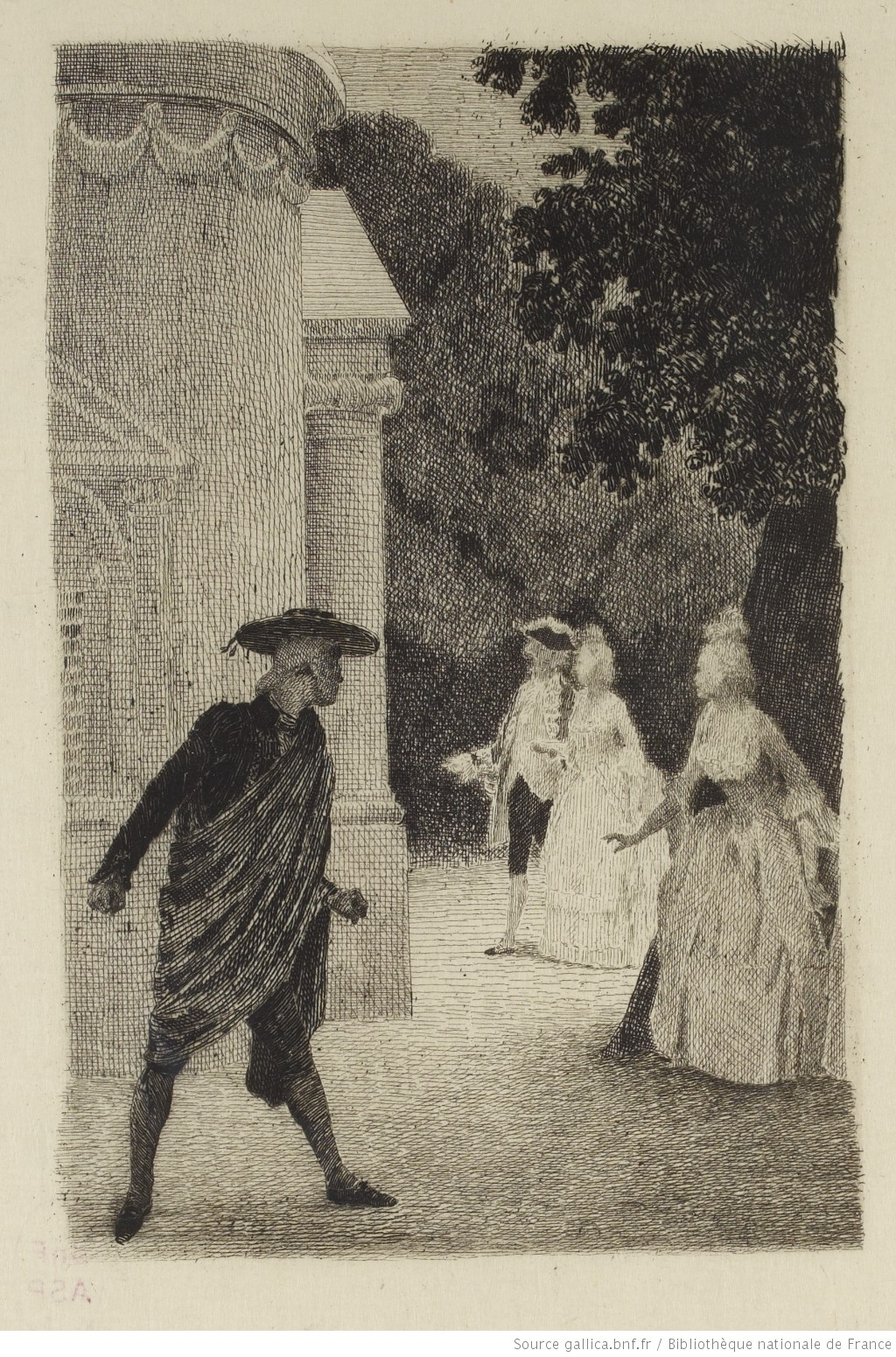
Eugène Baugnies: 5. Akt, Szene 7.[Anm 34]
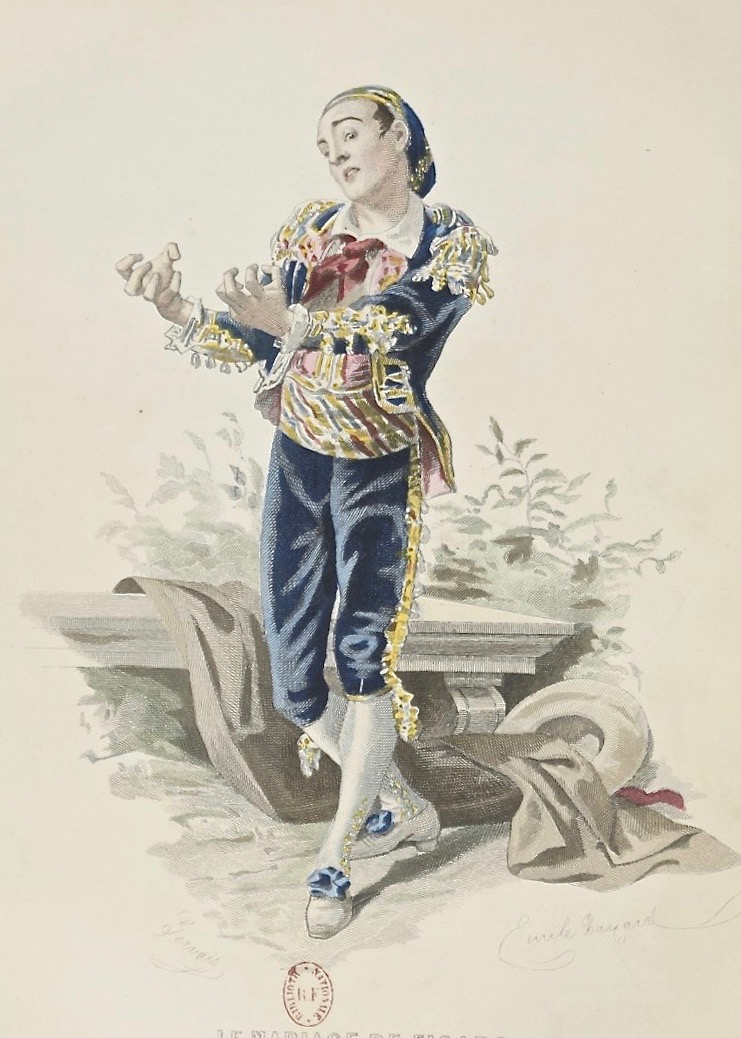
Émile Bayard: Figaro (1876).
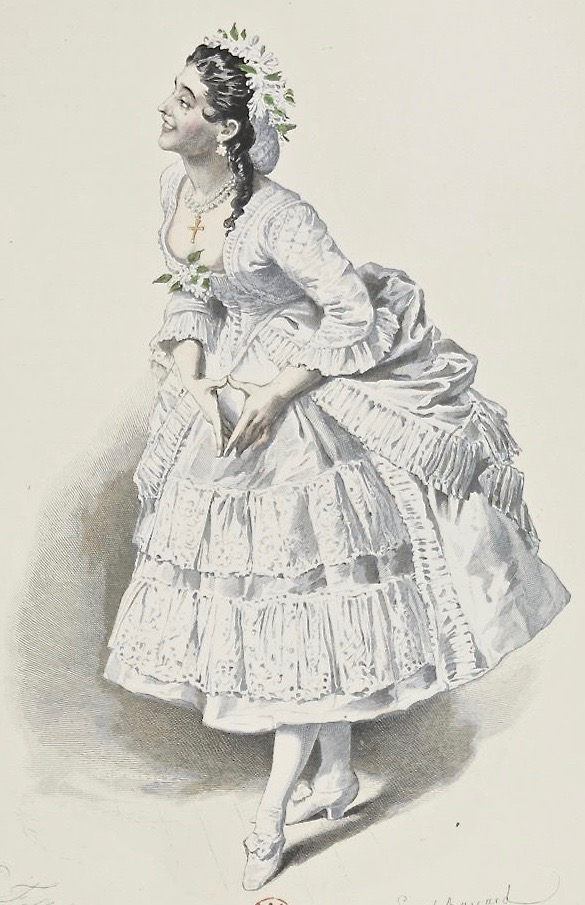
Émile Bayard: Suzanne (1876).
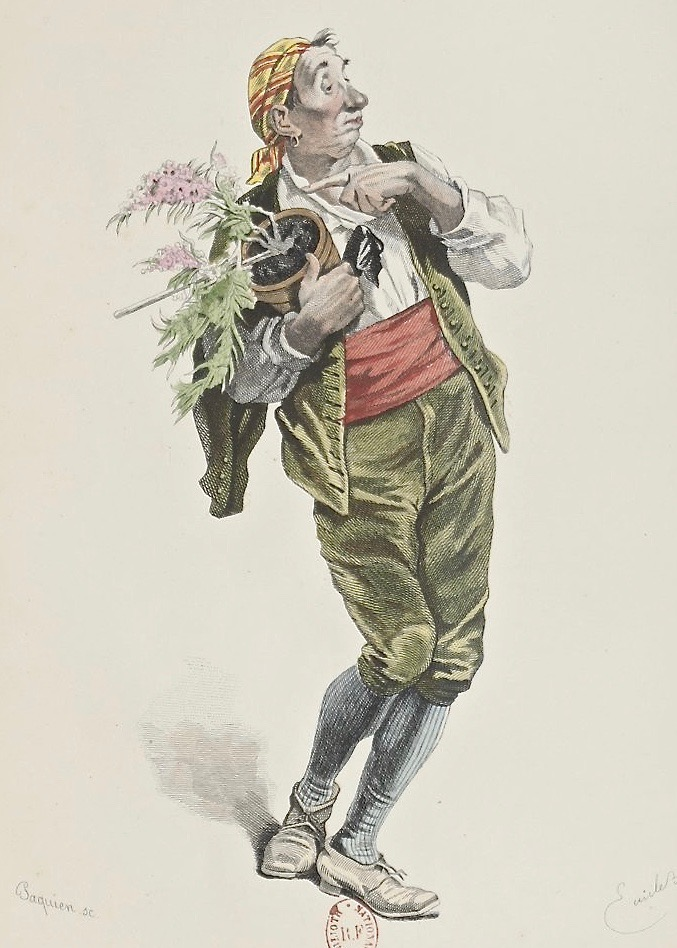
Émile Bayard: Antonio (1876).
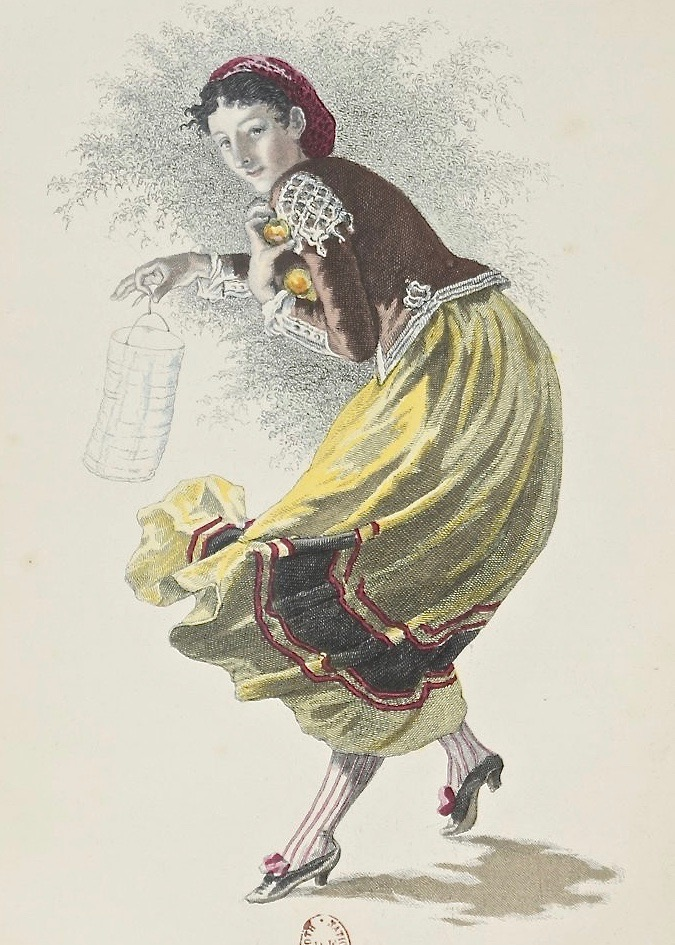
Émile Bayard: Fanchette (1876).
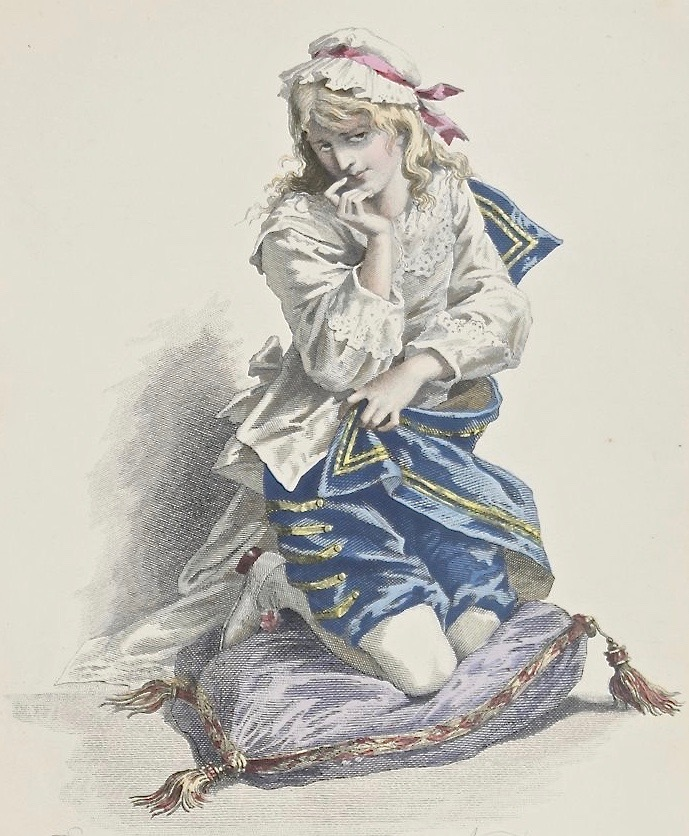
Émile Bayard: Chérubin mit Frauenhaube (1876).
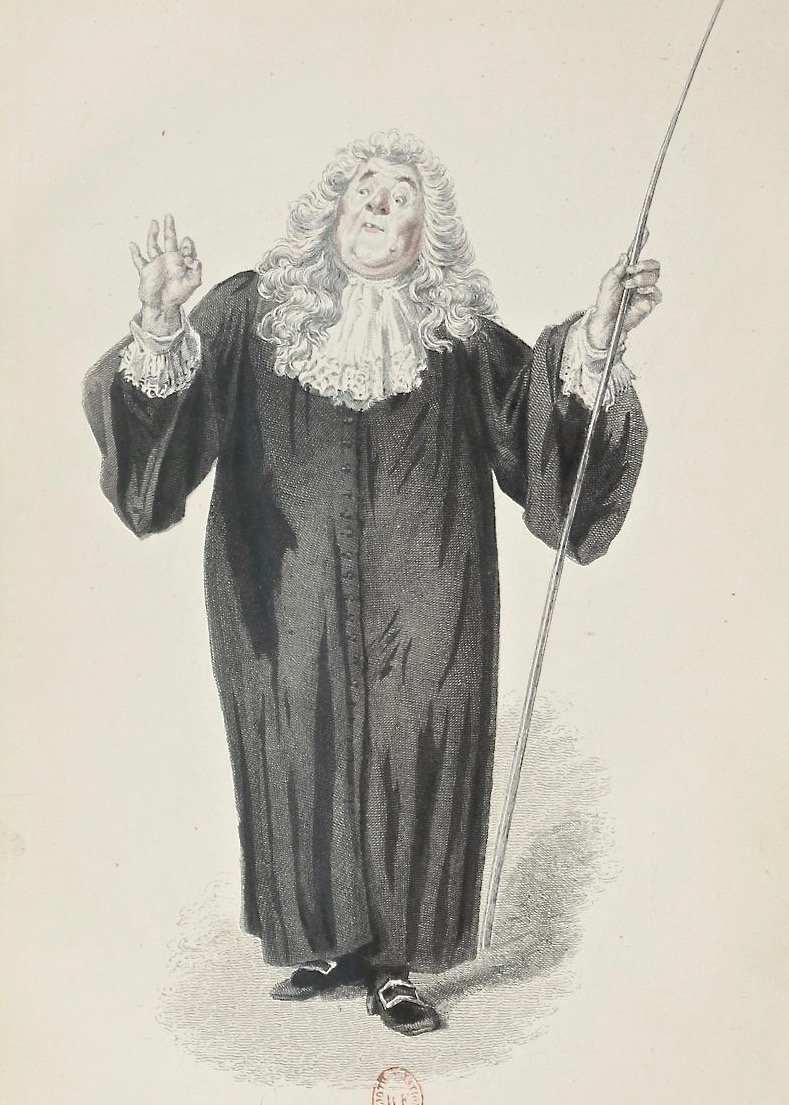
Émile Bayard: Don Gusman Brid’oison (1876).
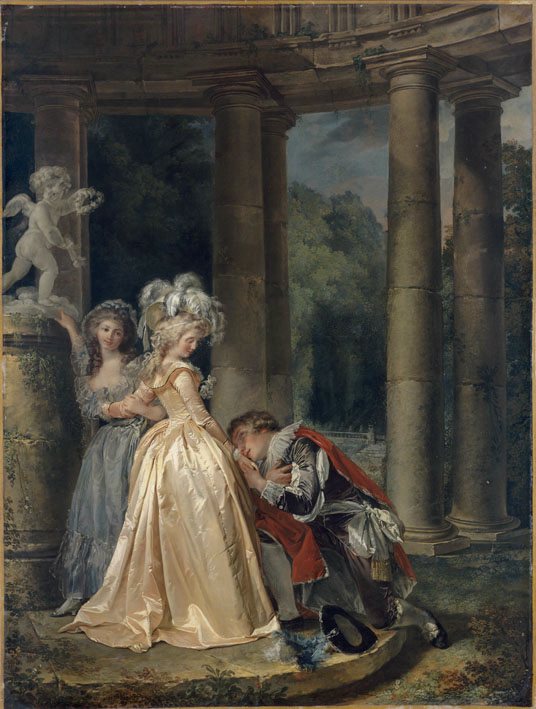
Louis-Roland Trinquesse: Von Chérubin inspirierter Liebesschwur (1786).

## Video
- Don Kent: Le mariage de Figaro de Beaumarchais, mit Michel Vuillermoz (Graf), Elsa Lepoivre (Gräfin), Laurent Stocker (Figaro), Anne Kessler (Suzanne), Christophe Rauck (Inszenierung), arte, Agat Films, Comédie-Française, 2008 (Video auf YouTube, französisch).

## Weblink
- Suche nach Le mariage de Figaro (Beaumarchais). In: Deutsche Digitale Bibliothek